# さくらびと
「さくらびと」は、2010年1月13日に発売されたSunSet Swishの11作目のシングル。

## 解説
配信限定シングル「浪漫少年」からおよそ9か月ぶり、CDシングルとしては「あすなろ」からおよそ1年2か月ぶりとなる新作シングル。前作同様、初回生産盤にはビデオクリップを収録したDVDが付属する。
タイトル曲「さくらびと」は、3rdシングル「マイペース」以来、2度目となるテレビアニメ『BLEACH』エンディングテーマである。『BLEACH』のエンディングテーマを同一アーティストが2度担当するのは初めて。
オリコン週間シングルチャートでは初登場11位を記録。「ありがとう」以来4作品ぶりのトップ20入りとなった。

## 収録曲
1. さくらびと [5:23] 
（作詞/作曲:石田順三、編曲:坂本昌之、SunSet Swish）
TX系テレビアニメ『BLEACH』エンディングテーマ（2009年10月27日 - 2010年1月26日放送分）。
2. It's A Beautiful Day [5:19]
（作詞/作曲：石田順三、編曲:鶴谷崇、SunSet Swish）
3. 歌姫 [3:14]
（作詞/作曲：石田順三、編曲:鶴谷崇、SunSet Swish）
4. さくらびと (Instrumental) [5:23]

### DVD収録映像
1. さくらびと (Video Clip)
俳優・バレエダンサーの西島千博と元宝塚歌劇団所属の女優映美くららが出演。

## 収録アルバム
- 夕暮れマエストロ（#1）
- SunSet Swish 5th Anniversary Complete Best（#1）